# Rząd Joanisa Sarmasa
Rząd Joanisa Sarmasa – rząd Grecji funkcjonujący od maja do czerwca 2023, mający charakter gabinetu technicznego.
Zastąpił rząd Kiriakosa Mitsotakisa. Powstał po wyborach z 21 maja 2023, w których zwycięska ND z uwagi na zmiany w ordynacji wyborczej utraciła większość w parlamencie. Urzędujący premier Kiriakos Mitsotakis dążył wówczas do kolejnych wyborów, które rozpisano na czerwiec 2023. Prezydent Ekaterini Sakielaropulu desygnowała na funkcję premiera technicznego rządu Joanisa Sarmasa. Członkowie nowego gabinetu zostali zaprzysiężeni 25 maja 2023.
27 czerwca 2023, dwa dni po zwycięskich dla ND wyborach, dokonano zaprzysiężenia członków nowego rządu Kiriakosa Mitsotakisa.

## Skład rządu
- Premier: Joanis Sarmas[5]
- Minister stanu: Wasilios Skuris
- Minister finansów: Teodoros Pelajidis
- Minister rozwoju i inwestycji: Eleni Luri
- Minister spraw zagranicznych: Wasilis Kaskarelis
- Minister obrony narodowej: Alkiwiadis Stefanis
- Minister edukacji i spraw religijnych: Christos Kitas
- Minister pracy i spraw społecznych: Patrina Paparigopulu
- Minister zdrowia: Anastasia Kotanidu
- Minister środowiska i energii: Pandelis Kapros
- Minister ochrony obywateli: Charalambos Lalusis
- Minister kultury i sportu: Jeorjos Kumendakis
- Minister sprawiedliwości Filipos Spiropulos
- Minister spraw wewnętrznych: Kaliopi Spanu
- Minister imigracji i polityki azylowej: Daniil Esdras
- Minister cyfryzacji: Sokratis Katsikas
- Minister infrastruktury i transportu: Janis Golias
- Minister do spraw wysp i żeglugi: Teodoros Kliaris
- Minister rozwoju rolnictwa i żywności: Jeorjos Tsakiris
- Minister turystyki: Joana Dreta
- Minister do spraw kryzysu klimatycznego i obrony cywilnej: Ewangelos Turnas